# Drosophila fuyamai
Drosophila fuyamai är en tvåvingeart som beskrevs av Masanori Joseph Toda 1991. Drosophila fuyamai ingår i släktet Drosophila och familjen daggflugor.
Artens utbredningsområde täcker Myanmar och Thailand.